# 蘭巴雷
蘭巴雷（西班牙語：Lambare）是巴拉圭的城市，由中央省負責管轄，距離首都亞松森約12公里，毗鄰與阿根廷接壤的邊境，始建於1766年，面積37平方公里，海拔高度47米，2002年人口119,795。

## 外部連結
- World Gazeteer: Paraguay（页面存档备份，存于） – World-Gazetteer.com